# Bryum purpuratum
Bryum purpuratum är en bladmossart som beskrevs av C. Müller 1882. Bryum purpuratum ingår i släktet bryummossor, och familjen Bryaceae. Inga underarter finns listade i Catalogue of Life.